# John D. Jennings
John Douglass Jennings (* 16. April 1920 in Salt Lake City, Utah, Vereinigte Staaten; † 1. Januar 1992 in Los Angeles, Kalifornien, Vereinigte Staaten) war ein US-amerikanischer Zahnarzt und Filmproduzent.

## Leben
John D. Jennings wurde als Sohn des Kameramanns Gordon Jennings in Salt Lake City geboren. Er war als Zahnarzt in Brentwood tätig. Er produzierte unter der Regie des Künstlers Robert Merrell Gage 1961 den Film The Face of Jesus. Dieser wurde als bester Kurzfilm bei der Oscarverleihung 1962 nominiert.